# Aniseieae
Aniseieae ist eine Tribus in der Familie der Windengewächse (Convolvulaceae). Zu ihr werden seit 2017 nur noch Gattungen gezählt, die Typusgattung ist Aniseia.

## Beschreibung
Die Vertreter der Tribus Aniseieae sind krautige Kletterpflanzen. Die Basis der Blattspreiten sind herzförmig oder keilförmig.
Die zwittrigen Blüten sind radiärsymmetrisch und fünfzählig mit doppelter Blütenhülle. Die Kelchblätter sind meist ungleich groß und vergrößern sich gelegentlich bis zur Fruchtreife. Die Staubfäden sind flach und behaart. Die Pollenkörner sind tricolpat bis polycorpat und nicht stachelig. Die Narben sind meist langgestreckt, nur bei einer Art kugelförmig. Bei den nicht aufspringenden Kapselfrüchten verholzt das Perikarp.

## Vorkommen
Die Gattungen der Tribus Aniseieae sind in der Neotropis verbreitet.

## Systematik
Die Tribus Aniseieae wurde durch Saša Stefanović und Daniel Frank Austin aufgestellt.
Zur Tribus  zählen seit 2017 nur noch drei Gattungen:
- Aniseia Choisy (Syn.: Iseia O’Donell): Die etwa drei Arten sind in der Neotropis verbreitet; eine Art (Aniseia martinicensis (Jacq.) Choisy) ist pantropisch ein Neophyt.[1]
- Odonellia K.R.Robertson: Die etwa zwei Arten sind in der Neotropis verbreitet.[1]
- Tetralocularia O’Donell: Es gibt nur eine Art:
  - Tetralocularia pennellii O’Donell: Sie kommt in Kolumbien vor.[1]

Nach der kladistischen Definition entspricht die Tribus der umfassendsten Klade, in der Aniseia martinicensis (Jacq.) Choisy und Odonellia hirtiflora (M.Martens & Galeotti) K.R.Robertson eingeordnet sind, jedoch nicht Convolvulus arvensis L. oder Merremia peltata (L.) Merr.

## Belege
1. 1 2 3  
Convolvulaceae. In: POWO = Plants of the World Online von Board of Trustees of the Royal Botanic Gardens, Kew: Kew Science, abgerufen am 25. November 2018.